# György Pálfi

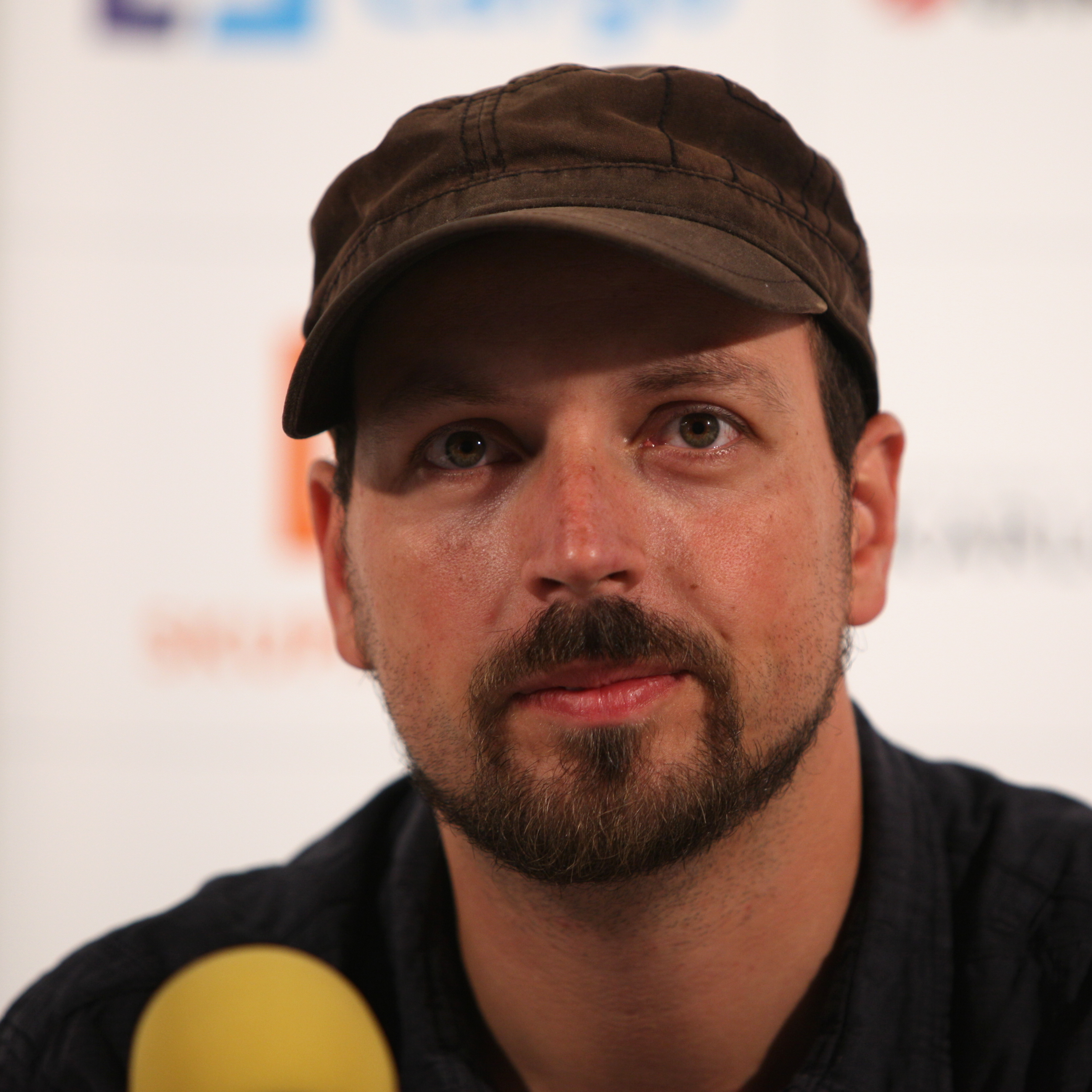
Pálfi vid filmfestivalen i Karlovy Vary 2009

György Pálfi, född 11 april 1974 i Budapest, är en ungersk filmregissör och manusförfattare.

## Liv och gärning
György Pálfi långfilmsdebuterade 2002 med Hukkle, som i vignetter och nästan helt utan dialog skildrar ett antal människor på den ungerska landsbygden. Filmen spelades in utan manus; istället tillbringade regissören ett och ett halvt år på orten och letade efter passande människor och inspelningsplatser. Filmen fick ett flertal internationella festivalpriser. Hans nästa film var den svarta komedin Taxidermia, som tävlade i avdelningen Un certain regard vid filmfestivalen i Cannes 2006. Därefter gjorde han Nem vagyok a barátod, som helt improviserades fram av skådespelarna och hade premiär 2009. Med pengar som blev över från den förra filmen gjorde han Final Cut - Hölgyeim és Uraim, en humoristisk film som är skapad genom sammanklippt material från ett stort antal andra filmer. Hans nästa projekt är Toldi, en ungersk storfilm om den medeltida folkhjälten Miklós Toldi.

## Regi i urval
- Hukkle (2002)
- Taxidermia (2006)
- Nem vagyok a barátod (2009)
- Final Cut - Hölgyeim és Uraim (2012)
- Toldi (2014)